# Петрова, Александра Васильевна
Александра Васильевна Петрова (урожденная Погодина; ум. 1883) —  российская благотворительница, журналистка, писательница и редактор.

## Биография
Об её детстве и отрочестве информации практически не сохранилось, да и прочие биографические сведения о ней весьма скудны и отрывочны; известно лишь, что Александра Погодина была дочерью российского сенатора Василия Васильевича Погодина (1790—1863), друга декабриста Г. С. Батенькова.
Вышла замуж за шахматиста и тайного советника Александра Дмитриевича Петрова.
Живя в городе Варшаве, Александра Васильевна Петрова приобрела известность своими заботами и трудами по помощи бедным и прочими богоугодными делами.
В польской столице А. В. Петрова участвовала в издании варшавской газеты предназначенной для народного чтения «Воскресное чтение» («Czytelnia niedzielna») и подпольной газеты «Стражница». Имеются свидетельства, что в доме Петровых незадолго до польского восстания 1863 года встречались русские и польские революционеры. Во время восстания Александра Васильевна Петрова посещала цитадель, где содержались арестованные повстанцы, передавала им бельё, продукты питания и письма.
Александра Васильевна Петрова умерла 22 января 1883 года в Варшаве.